# Сьерра-Мадре-де-Чьяпас
Сьерра-Мадре-де-Чьяпас (исп. Sierra Madre de Chiapas) — горный хребет, расположенный в южномексиканском штате Чьяпас, а также на западе Гватемалы. Хребет вытянут вдоль берега от Теуантепекского перешейка на юго-восток, его длина составляет около 350 км, высшая точка — 4220 м над уровнем моря. Сложен в основном вулканическими породами. Район сейсмически активен и в нём часто происходят землетрясения.
К югу от хребта лежит узкая равнина побережья Тихого океана. С севера находятся долина реки Грихальва и центральная долина Чьяпаса, отделяющие хребет от плато Чьяпас и высокогорий Гватемалы и Гондураса. С запада от хребта расположен перешеек Теуантепек. К востоку от Гватемалы хребет формирует естественную границу между Эль-Сальвадором и Гондурасом.
По хребту проходит основной водораздел между Тихим и Атлантическим океанами. На тихоокеанской стороне ручьи, стекающие с хребта многочисленны и невелики, хотя реки, например, Тильтепек, тоже есть. Реки, текущие от восточных склонов горной цепи в сторону Атлантического океана заметно крупнее. На наветренных северо-восточных склонах хребта произрастают влажнотропические и смешанные леса, подветренные юго—западные склоны покрыты тропическим редколесьем и сосновыми лесами. Кроме того, на склонах гор выращивается кофе.
Иногда хребет называют просто Сьерра-Мадре. Другие названия хребта можно также услышать около города Гватемала — Сьерра-де-лас-Нубес (Sierra de las Nubes — облачная горная цепь), и на границе Гватемалы с Мексикой — Сьерра-де-Истакан (Sierra de Istatan).
Прибрежные склоны в 300—900 гг. н. э. были населены небольшими группами майя; в конце XV века преобладали ацтеки. Первые испанские исследователи появились в 1524 году.

## Вулканы, расположенные на хребте

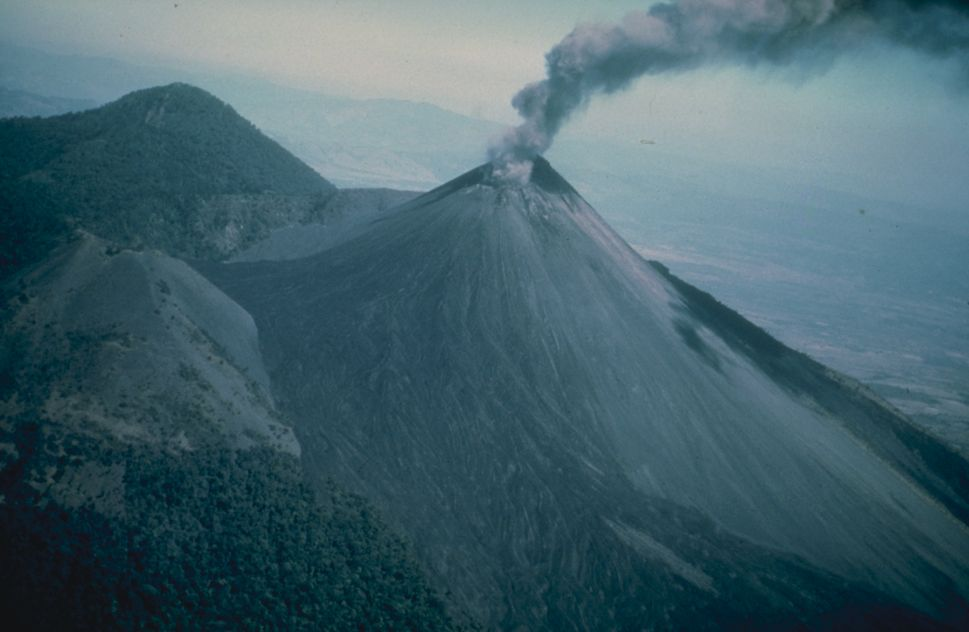
Пепельное извержение вулкана Пакая после сильного землетрясения в 1976 году.

Большая часть вулканов Гватемалы находится на хребте Сьерра-Мадре-де-Чьяпас. В Эль-Сальвадоре к югу от хребта находится группа вулканов, где более 20 вулканов объединены в 5 кластеров.
Вулканы с запада на восток:
- Вулкан Такана (4064 м) — находится на мексиканско-гватемальской границе
- Вулкан Тахумулько (4203 м) — самая высокая точка хребта
- Вулкан Санта-Мария (3777 м) — извергался в 1902 году после многовекового спокойствия, за которое его склоны успели обрасти густыми лесами
- Вулкан Атитлан (3557 м) — расположен рядом с озером Атитлан
- Вулкан Акатенанго (3975 м)
- Вулкан Фуэго (fuego — «огонь», 3763 м) — был так назван из-за своей активности в период испанской конкисты
- Вулкан Агуа (agua — «вода», 3765 м) — назван в 1541 году, когда уничтожил бывшую столицу Гватемалы потоком воды из своего кратера
- Вулкан Пакая (2550 м) — группа вулканических пиков, извергавшихся в 1870 году